# エネル・フリオ
エネル・フリオ（Ener Julio、1973年10月14日 - ）は、コロンビアの男子プロボクサー。カルタヘナ出身。元WBO世界スーパーライト級王者。

## 来歴
1994年6月10日、プロデビューを果たし2回KO勝ちを収め王座獲得に成功した。
1996年8月30日、レギーノ・カセレスと対戦し8回KO勝ちを収めた。
1997年11月7日、ファン・ルイス・サンチェスと対戦し2回KO勝ちを収めた。
1998年3月14日、ウィフレド・ロチャと対戦し8回判定勝ちを収めた。
1998年9月12日、デビット・オジェダとIBO世界スーパーライト級王座決定戦を行い10回KO勝ちを収め王座獲得に成功した。
1999年1月8日、ルイス・フローレスト対戦し8回KO勝ちを収め初防衛に成功した。
1999年9月24日、後のWBO世界スーパーライト級王者デマーカス・コーリーと対戦し12回1-2の判定負けを喫した。
2000年7月22日、マイアミのアメリカン・エアラインズ・アリーナでWBO世界スーパーライト級王者ランドール・ベイリーと対戦。KO率100%の強打を持つベイリーが有利の下馬評だったが12回2-1(113-111、114-111、111-115)の判定勝ちを収め王座獲得に成功した。
2001年6月25日、フリオが一度も防衛しなかったことによりWBO世界スーパーライト級王座を剥奪された。
2004年2月14日、IBO世界ウェルター級王者ジャワイド・カリクと対戦し12回0-3(2者が108-119、120-107)の判定負けを喫しIBO2階級制覇に失敗した。
2008年7月5日、ジョン・ジャイロ・リコナと対戦し3回KO勝ちの試合を最後に現役を引退した。

## 獲得タイトル
- IBO世界スーパーライト級王座
- 第10代WBO世界スーパーライト級王座（防衛0度=剥奪）